# Rupert Friend
Rupert William Anthony Friend (ur. 1 października 1981 w Stonesfield) – brytyjski aktor teatralny, filmowy i telewizyjny, reżyser, scenarzysta i producent.

## Życiorys

### Wczesne lata
Urodził się i dorastał w Stonesfield w hrabstwie Oxfordshire jako syn Caroline, prawniczki, i Nicholasa Frienda, historyka sztuki. Uczęszczał do Marlborough School w Woodstock. Naukę kontynuował w Cherwell School i d'Overbroeck's College w Oxfordzie. Studiował aktorstwo na Webber Douglas Academy of Dramatic Arts w Londynie.

### Kariera
Po swoim debiucie kinowym w roli Downsa w dramacie kostiumowym Rozpustnik (The Libertine, 2004) otrzymał nagrodę na festiwalu filmowym w Ischii i nominację do nagrody British Independent Film (BIFA). W 2005 w Los Angeles odebrał nagrodę Satelity za rolę Ludovica Meyera w dramacie Pani Palfrey w hotelu Claremont (Mrs. Palfrey at the Claremont, 2005). Popularność zapewniła jemu rola George’a Wickhama w filmie Duma i uprzedzeniu (2005). W Młodej Wiktorii (2009) został obsadzony w roli księcia Alberta. Za kreację Petera Quinna w serialu emitowanym przez telewizję Showtime Homeland (2012–2017) był nominowany do nagrody Emmy 2013 dla najlepszego aktora drugoplanowego. 
Współpracował z Armando Iannuccim w czarnej komedii politycznej Śmierć Stalina (The Death of Stalin, 2017), w którym wcielił się w postać Wasilija Stalina, syna Józefa Stalina. W dramacie biograficznym Juliana Schnabela Van Gogh. U bram wieczności (At Eternity’s Gate, 2018) zagrał jako Theo Van Gogha, brata Vincenta Van Gogha (Willem Dafoe).

## Życie prywatne
W styczniu 2006 zaręczył się z Keirą Knightley, którą poznał się na planie filmu Duma i uprzedzenie (2005). 
W 2013 poznał amerykańską sportsmenkę, aktorkę i modelkę Aimee Mullins, z którą w grudniu 2014 się zaręczył, a 1 maja 2016 wzięli ślub.

## Filmografia

### Filmy
- 2004: Rozpustnik (The Libertine) jako Billy Downs
- 2005: Duma i uprzedzenie (Pride & Prejudice) jako pan Wickham
- 2005: Mrs. Palfrey at the Claremont jako Ludo
- 2006: Księżyc i gwiazdy (The Moon and the Stars) jako Renzo Daverio / Spoletta
- 2007: Virgin Territory jako Alessandro Felice
- 2007: The Other Side jako młody Sailor, ojciec Maxa
- 2007: Eliminator (Outlaw) jako Sandy
- 2007: Dekameron (Guilty Pleasures) jako Alessandro Felice
- 2007: Jolene jako Coco Leger
- 2007: Ostatni legion (The Last Legion) jako Demetrius
- 2008: Chłopiec w pasiastej piżamie (The Boy in the Striped Pyjamas) jako porucznik Kurt Kotler
- 2009: Chéri jako Cheri
- 2009: Młoda Wiktoria (The Young Victoria) jako książę Albert
- 2011: 5 dni wojny (5 Days of August) jako Thomas Anders
- 2015: Hitman: Agent 47 jako agent 47
- 2017: Śmierć Stalina (The Death of Stalin) jako Wasilij Stalin
- 2018: Van Gogh. U bram wieczności (At Eternity’s Gate) jako Theo van Gogh
- 2018: Zwyczajna przysługa (A Simple Favor) jako Dennis Nylon
- 2021: Last Looks jako Wilson Sikorsky
- 2021: W nieskończoność (Infinite) jako Bathurst (1985)

### Seriale
- 2012–2017: Homeland jako Peter Quinn
- 2018–2019: Strange Angel jako Ernest Donovan
- 2022: Obi-Wan Kenobi jako Wielki Inkwizytor